# Коса Береники
«Коса Береники» (лат. De coma Berenices) — условное название стихотворения римского поэта Гая Валерия Катулла, включённого в состав посмертного сборника («Книги Катулла Веронского») под номером 66. Стихотворение представляет собой перевод элегии Каллимаха, сохранившейся только в отрывках.
Сюжет стихотворения связан с историей эллинистического Египта. Жена царя Птолемея III Эвергета Береника II перед его отъездом на войну посвятила локон своих волос Афродите Зефиритской. Волосы вскоре исчезли, а придворный астроном объявил, что они вознеслись на небо и стали новым созвездием. Катулл написал стихотворение от имени локона Береники.
Возможно, именно к этому переводу относится сопроводительное послание Катулла «К Гортензию Горталу» (№ 65), адресованное выдающемуся римскому оратору.